# Pladama-Ouaka
Pladama-Ouaka est une commune rurale de la préfecture de la Ouaka, en République centrafricaine. Elle s’étend à l'ouest de la ville de Bambari.

## Géographie
La commune est située au centre de la préfecture de la Ouaka. Elle est traversée par l’axe : Bambari – Grimari, route nationale RN2.
|       | Koudou-Bégo    | Danga-Gboudou |
| Lissa | Pladama-Ouaka  | Bambari       |
|       | Azengué-Mindou | Ngougbia      |

## Villages
La commune compte 122 villages en zone rurale recensés en 2003 : Abahoutou, Adoum, Agoa, Atongo, Awal, Awatche, Balego, Baleka, Bassakpa, Batangangou, Bindi, Bingui-Banda, Crpr, Damegra, Daraba, Ferme D'Etat, Fini-Kodro, Ganemandji 1, Ganemandji 2, Gazalamba, Gbodo, Gogbada, Gondouwaya, Gonomara, Gossa, Goussoubanda, Govobanda, Guembreu, Ingoandji, Kadda, Kadda 1, Kadda 2, Kakao, Kapa-Banga, Kidjigra, Kidjingou, Kidjipala, Kitingou, Kitiyi, Komale, Kombela, Komoko, Kondourou, Kossenendji, Kotaba, Kotanguinza, Kouzouyo, Kpata, Kpiapou, Krakondje, Landou, Layaka, Lebada, Lengoade, Lingao, Logode, Loungouanga, Madaba, Madomale, Maepoutchou, Makangue, Makoulou, Malenguende, Malenguende, Maliki, Mandakaya, Mandayaba, Mandja-Hoto, Marago, Mbadela, Mbarre, Mbata, Mbetikongbo, Mbetimale, Mbissi Yangba Ngreko, Mblebade, Mbrougbaga, Meya, Ndabaga, Ndalissio, Ndara 1, Ndara 2, Ndara 3, Ndarabale, Ndayo, Ndemaye, Ndokoyo, Ngakolako, Ngakolapou, Ngalingou, Ngbemato, Ngoubadja, Ngoubago, Ngoukala, Ngoukini, Ngoule, Ngreko, Nzapamale, Ouabe, Ouambambassa, Ouandogoua, Ouapagala, Ouassinga, Pladama, Poudakpa, Pounenzapa, Samba, Sieur Ngoungba, Singuili, Siou, Sissipoko, Soumouayassi, Tchemanguere, Togo, Voundjiahoya, Yakota, Yakouamba, Yamale, Yangoumara, Yatiganza, Zarabanda, Zoukoussi.

## Éducation
La commune compte 9 écoles publiques : à Mbrougbaga, école Atongo à Maliki, Lebada, Gbakomalekpa, Togo, Yamale, Camp refugies, Mbadela et Awatche.